# Hélio Gracie

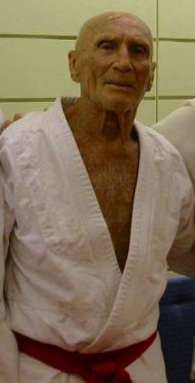
Hélio Gracie (2004)

Hélio Gracie (ɛliu ɡɾejsi; * 1. Oktober 1913 in Belém do Pará; † 29. Januar 2009 in Petrópolis) war ein brasilianischer Kampfsportler, der zusammen mit seinem Bruder Carlos Gracie die Kampfkunst des Brazilian Jiu-Jitsu (BJJ) international bekannt machte.

## Leben
Als er 16 Jahre alt war, übte er die Kampfkunst Kano Jiu-Jitsu (heute Judo genannt) aus. Gracie war in den Techniken des Kano Jiu-Jitsu theoretisch sicher, jedoch konnte er die Techniken aufgrund seiner kleinen Statur und seines geringen Gewichts nur schwer ausführen. Daher optimierte er das Kano Jiu-Jitsu, indem er Techniken erfand, die mit minimaler Kraft effektiv eingesetzt werden können. Mit Hilfe dieser neuen Techniken war es ihm möglich, sich gegen viel größere Gegner zu verteidigen oder sie sogar zu besiegen.
Bis zu seinem Tod war Helio Gracie der einzige lebende Träger des 10. Dan des Systems. Weiterhin wird er als einer der ersten Helden des Sports in der brasilianischen Geschichte betrachtet. Er war der Vater der berühmten Kämpfer Rickson Gracie, Royler Gracie, Royce Gracie, Relson Gracie und des Mitbegründers der Ultimate Fighting Championship (UFC), Rorion Gracie.